# Empis subciliata
Empis subciliata är en tvåvingeart som beskrevs av Friedrich Hermann Loew 1871. Empis subciliata ingår i släktet Empis och familjen dansflugor. Inga underarter finns listade i Catalogue of Life.